# Veelsporig schorsbekertje
Het veelsporig mestdwergschijfje (Pezicula sporulosa) is een schimmel behorend tot de familie Dermateaceae. Het leeft saprotroof op hout. Het komt voor op naaldbomen- en struiken.

## Verspreiding
In Nederland komt het zeer zeldzaam voor.